# Giuseppe Lopriore
Giuseppe Lopriore (1865 – 1928) fue un profesor, botánico, y fitopatólogo italiano.
Terminó su formación científica en las Universidades de Pavia, Florencia, y en Alemania.
Se estableció en el Departamento de Botánica de Modena, y allí constituyó un herbario, y posteriormente se dedicó al estudio y a las investigaciones de la flora y la vegetación siciliana. Y fue el director de lo que es actualmente el Jardín botánico de la Universidad de Catania, como Prefecto y curador, desde 1900 a 1901.
Durante años fue director de la "Real Estación Experimental Agrícola de Módena". Abandonó sus estudios de principios fisiológicos, durante el período de estancia en Módena publicado numerosos artículos científicos, muchos de los cuales se enumeran en "Actas de la Sociedad", en el periódico "Le stazioni sperimentali agrarie italiane", ordenando los volúmenes XLII a LVIII.

## Algunas publicaciones
- 1916. Flora spontanea e prati artificiali di leguminose nel Mezzogiorno. Ed. Società tipografica editrice barese. 8 pp.

### Libros
- 1896. Ueber die Regeneration gespaltener Wurzeln (regeneración de raíces). Volumen 66, N.º 3 de Nova Acta. Abh. der Kais. Leop.-Carol. Deutsch. Akad. d. Naturforscher. 286 pp.
- Antonio Berlese, Giuseppe Lopriore. 1897. Concorso internazionale di filtri per mosti e vini e di apparecchi per la vinificazione nei paesi caldi tenuto in Catania presso la R. Scuola di viticoltura ed enologia nel settembre e ottobre del 1896. Ed. Tipografia nazionale di G. Bertero. 142 pp.
- 1900. Studi comparativi sulla flora lacustre delle Sicilia. Ed. Monaco & Mollica. 116 pp.
- 1905. Il pleroma tubuloso: l'endodermide midollare, la frammentazione desmica e la schizorrizia nelle radici della Phoenix dactylifera L. Ed. Tipografiia Galatola. 132 pp.
- 1906. Note sulla biologia dei processi di rigenerazione delle Cormofite, determinati da stimoli traumatici. Atti dell'Accademia Gioenia di Scienze Naturali in Catania Ser. IV, vol. 19, N.º 10. 28 pp.
- 1907. Ueber bandfoermige Wurzeln: Mit 16 Taf, (Acerca de las raíces en forma de tira). Volumen 88 de Nova acta Academiae Caesareae Leopoldino-Carolinae Germanicae Naturae Curiosorum. Eds. Karras, Engelmann. 114 pp.
- 1914. Sulla distribuzione geografica di alcune specie di Amaranthus. Ed. Società tipografica modenese. 130 pp.
- 1914. L'acidità dei succhi vegetali come mezzo di difesa contro i parassite. Ed. Tip. Vesuviano. 280 pp.
- 1915. La crusca e le sue adulterazioni. Ed. Società tipografica modenese. 312 pp.
- 1916. Il commercie delle sementi da prato negli stati belligeranti. Ed. Società tipografica modenese. 185 pp.
- 1920. Genetica sperimentale: Saggio di applicazione al miglioramento delle piante agrarie. Ed. Unione tipografico-editrice torinese. 200 pp.
- 1923. Moltiplicazione delle piante ... Nuova enciclopedia agraria italiana. Ed. Unione tipografico-editrice torinese. 392 pp.

## Honores
- Miembro de la "Sociedad de Naturalistas y Matemáticos di Modena", y su presidente de 1919 a 1920
- Miembro honorario de la "Academia Nacional de Ciencias Antonio Alzate", de México
- Miembro honorario de la "Academia Nacional de Ciencias de Córdoba", Argentina

- La abreviatura «Lopr.» se emplea para indicar a Giuseppe Lopriore como autoridad en la descripción y clasificación científica de los vegetales.[1]